# Stanley Brown
Stanley Clayton Brown (Willemstad, 6 oktober 1938 – aldaar, 16 november 2022) was een politiek activist op Curaçao.

## Biografie
Stanley Brown werd geboren in de wijk Groot Kwartier in Willemstad. Zijn vader was een Afro-Caribische arbeider bij Shell, geboren op Saint Lucia. Zijn moeder was een winkelmeisje, geboren op Sint Maarten, van blanke Scandinavische afkomst. Vanwege zijn gemende afkomst werd hij tijdens zijn jeugd "rode neger" genoemd.
Brown kreeg een studiebeurs en ging in Nederland studeren en werd onderwijzer. Terug op Curaçao zag hij de sociale achterstelling van de Afro-Curaçaose bevolking en begon zich te verdiepen in de revolutionaire bewegingen die toen wereldwijd opkwamen. Naar eigen zeggen was hij toen bereid om geweld te gebruiken om zijn revolutionaire doelen te behalen.
In 1969 richtte hij naar aanleiding van de opstand van 30 mei 1969 samen met Amador Nita en Wilson Godett de Frente Obrero Liberashon 30 di mei op. Dit was een radicaal socialistische politieke partij, die in 2017 voor het laatst heeft deelgenomen aan de statenverkiezingen van Curaçao met een lijstverbinding met de politieke partij PAN. Na het afbreken van de Berlijnse Muur stapte hij af van het idee van een socialistisch Curaçao en richtte zich op het liberalisme. Dit leidde in 1993 tot de oprichting van de partij C-93. Deze partij streefde naar een liberaal, kapitalistisch, humanistisch en democratisch Curaçao en wilde van Curaçao een Nederlandse provincie maken.
Brown heeft meerdere malen in de gevangenis gezeten, vanwege politieke en gewelddadige revolutionaire activiteiten. Zijn eerste gevangenisstraf was in 1967 en duurde tien dagen.

### Privéleven
Brown was getrouwd met Anne-Marie Braafheid en had vijf kinderen uit drie huwelijken. Als laatste van de drie organisatoren van de opstand van 30 mei 1969 overleed hij op 16 november 2022 op 84-jarige leeftijd in het Curaçao Medical Center.